# 淺井政澄
淺井政澄，日本戰國時代大名淺井氏的家臣，淺井政信之子。宦至玄蕃允。在姉川之戰中参加了淺井軍與織田軍的戰鬥中被織田軍給討死。